# Временное правительство национального единства (Польша)
Временное правительство национального единства (пол. Tymczasowy Rząd Jedności Narodowej - TRJN) — просоветское правительство, сформированное постановлением Государственного национального совета (Krajowa Rada Narodowa - KRN) от 28 июня 1945 года. Совет был образован как коалиция Польской рабочей партии (Polska Partia Robotnicza - PPR), преемницы коммунистической партии Польши, близких к ней партий и политиков из окружения Станислава Миколайчика, в прошлом премьер-министра польского правительства в изгнании.

## Предыстория

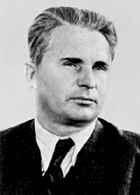
Премьер-министр
Эдвард Осубка-Моравский

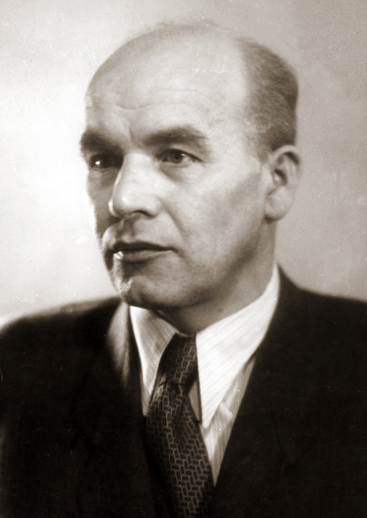
Вице-премьер-министр и генеральный секретарь ПРП Владислав Гомулка

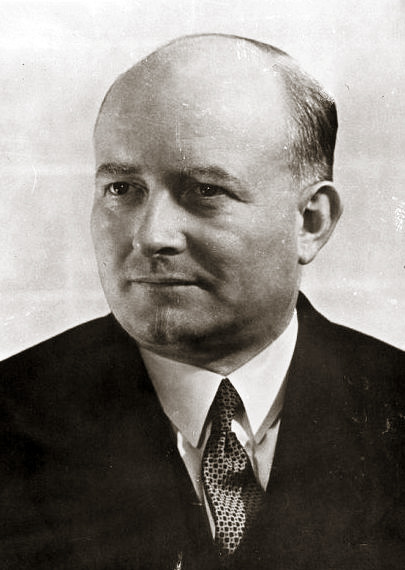
Вице-премьер-министр Станислав Миколайчик

В ходе оккупации Польши нацистской Германией и Польского похода Красной Армии в 1939 году члены польского правительства «Санации» бежали в Румынию; Румыния поместила их в подготовленные центры интернирования. Позднее под покровительством Франции было сформировано новое руководство, получившее название «Правительство Польши в изгнании»., оно было признано британским правительством. «Лондонское правительство» контролировало основные силы польского сопротивления, известные как Армия Крайова. В конце 1943 года Польская рабочая партия и некоторые другие группы сопротивления левой ориентации сформировали альтернативное органы власти (Крайова Рада Народова, КРН). СССР в 1944 формально не был в каких-либо отношениях с польским правительством в Лондоне, некоторые политики правительства в изгнании официально заявляли, что Польша находится в состоянии войны с СССР. В июле 1944 года KRN провозгласил Временное правительство Республики Польша («Люблинский комитет») на территории, освобожденной Советской Армией. Польское правительство в изгнании осудило это, но было бессильно вмешаться. ПКНО пользовалось прямой военной поддержкой СССР.
Правительство в изгнании зависело от поддержки США и Великобритании, правительства которых в рамках союзнических обязательств выступали за сотрудничество лондонского правительства Польши с ПКНО. Польские антикоммунисты выступая против ПКНО и западных границ СССР не смогли добиться власти в зоне действий советской армии. Правительства Великобритании и США после многочисленных неудачных попыток склонить эмигрантское правительство в пользу принятия постановлений глав «большой тройки» («линия Керзона», кадровые компромиссы) в конце концов решили обойтись без лондонского правительства. Ко времени Ялтинской конференции в феврале 1945 года советские войска заняли почти всю Польшу, поставив её под свой контроль. Правительство в изгнании (премьер-министр Томаш Арцишевский) не признало решения «большой тройки» o линии Керзона (Черчилль, Сталин и Рузвельт договорились, что восточные границы Польши будут проходить примерно по линии Керзона) и потому не могло, по мнению СССР, США и Великобритании, претендовать на власть в стране, «либерум вето» польских антикоммунистов в планы «большой тройки» не входило. Рузвельт высказал мнение, что в действительности с 1939 г. никакого польского правительства не существовало, тогда он предложил, чтобы союзники помогли полякам созвать это правительство. Сталин в Крыму сумел добиться от союзников согласия на создание коалиционного правительства в самой Польше — «Временногo правительствa национального единства», на базе Временного правительства Польской Республики «на более широкой демократической базе с включением демократических деятелей из самой Польши и поляков из-за границы». Из решений конференции становилось ясно, что ядром будущего Правительства национального единства должно стать существовавшее в Польше Временное правительство Польской Республики. США и Великобритания приняли это в обмен на обещание И. В. Сталина провести в Польше свободные выборы.
Польское правительство в изгнании всё ещё пыталось удержаться и влиять на ситуацию, но его игнорировали всё больше. Вопрос о том, как сформировать коалиционное правительство, стал предметом спора между СССР, США и Великобританией. Когда после Ялтинской конференции западные партнеры попытались «забыть» Ялтинские соглашения, предусматривавшие формирование коалиционного правительства на базе Временного правительства и требовали формирования совершенно нового правительства, 21 апреля 1945 года правительство подписало «Договор о дружбе, взаимопомощи и сотрудничестве» с СССР. Разговоры о созданию фактически совершенно нового правительства оказались оторванными от действительности. Этот договор лёг в основу советского влияния на внутреннюю политику Польши на следующие десятилетия. Сталин в письме Рузвельту от 7 апреля 1945 года четко изложил позицию советской стороны. Группа, в которую входил Станислав Миколайчик, порвала с остальной частью эмиграции и начала искать возможность сделки с коммунистами. 22 апреля 1945 года Миколайчик под давлением Черчилля признал линию Керзона. Переговоры рисковали провалиться, но угроза продолжения войны вкупе с активным вмешательством администрации США сыграла свою роль и 30 мая 1945 года Гарри Гопкинс в качестве специального посланника президента США заверил Сталина, что если в списках людей, которые должны участвовать в коалиционном правительстве, будут фигурировать люди, «известные как агенты нынешнего польского правительства в Лондоне» — они будут вычеркнуты. Американский посланник также заявил, что «ему известно, что президент Рузвельт, а теперь и президент Трумэн всегда предвидели, что члены нынешних варшавских властей составят большинство нового польского временного правительства», Сталин пообещал ему, что польское правительство включит в себя таких деятелей как Миколайчик и Грабский. Помимо миссии Хопкинса, важную роль сыграла «Комиссия трех», в состав которой вошли дипломаты СССР, США и Великобритании. 25 июня 1945 года правительство Томаша Арчишевского отвергло решения Тегеранской и Ялтинской конференций в ноте державам-победительницам.

## Образование
В послевоенной стране шло вооружённое противостояние между поддерживаемыми Советским Союзом и подконтрольными коммунистам властями и разношерстным антикоммунистическим подпольем, основная тяжесть противостояния легла на плечи крестьян. Власти в изгнании раздумывали, как убедить западных союзников начать новую мировую войну за независимость Второй Речи Посполитой в довоенных границах на Востоке. США по-прежнему добивались вступления СССР в войну с Японией, после поездки Хопкинса в Москву американцы достигли соглашения со Сталиным. США не планировали начинать Третью мировую войну из-за Польши, 8 июня президент Гарри Трумэн одобрил соглашение, достигнутое в Москве и убедил Черчилля сделать то же самое. 13 июня 1945 г. участники «Комиссии трех» : Молотов, Кларк-Керр и Гарриман пришли к соглашению о конкретных лицах, приглашаемых в Москву на консультации о составе правительства. 14 июня 1945 года Миколайчик под сильным давлением Черчилля согласился вылететь в СССР для переговоров о формировании коалиционного правительства. Временное правительство национального единства (ВПНЕ) стало результатом переговоров, проведённых в Москве с 17 по 21 июня 1945 года между польскими коммунистами и их политических союзников, Миколайчиком, (который к тому времени создал Польскую крестьянскую партию (Polskie Stronnictwo Ludowe, PSL) в качестве политического инструмента для участия в новом правительстве, и группой польских политиков, приглашенных из Польши и Великобритании по совместному приглашению дипломатов «большой тройки». Решение о его образовании было принято 21 июня 1945 г. В ходе переговоров Миколайчик изначально потребовал 75 % мест в правительстве для своих сторонников, портфель премьер-министра для себя и президентство в KRN для Витоса. Влади́слав Гомулка заявил: «Не обижайтесь, господа, что мы предлагаем вам только те места в правительстве, которые сами считаем возможными. Мы — хозяева… И вы можете стать сохозяевами польского, если поймете свои ошибки и пойдете по пути Временного правительства. Мы всем сердцем хотим соглашения. Но не думайте, что это условие нашего существования. Мы никогда не откажемся от завоеванной власти… Мы без колебаний уничтожим всех реакционных бандитов. Вы ещё можете кричать, что льется кровь польского народа, что НКВД правит Польшей, но это нас не отвернёт. Встречаемся мы в третий раз, но, очевидно, в последний. Если не придем к соглашению, то возвратимся в страну без вас. Будьте уверены, что через два-три месяца наступит признание нашего правительства западными державами, что с вашем вступлением может наступить немедленно. И если бы нам пришлось подождать подольше — подождем, но власти не отдадим». Он допускал существование оппозиции, но только такой, которая не отрицает новую систему. 27 июня 1945 года Временное правительство Республики Польша было официально распущено; 28 июня было создано Временное правительство национального единства. 28 июня 1945 г. Президиум КРН утвердил состав кабинета. Решение глав «большой тройки» о преобразовании Временного правительства было выполнено. ПКП (иногда именуемая Польская народная партия) была центристской организацией и продолжением довоенного польского аграрного движения. Довоенная Народная партия поддержала Миколайчика, его политику также поддерживала Партия труда (Польша). Одновременно два видных государственных деятеля Второй Речи Посполитой, Станислав Грабский и Винценты Витос, были назначены заместителями председателя президиума Крайовой Рады Народовой.
ВПНЕ возглавили:
- Премьер-министр: Эдвард Осубка-Моравский (ППС)
- Вице премьер, министр возвращенных территорий : Владислав Гомулка (Польская рабочая партия)
- Вице премьер, министр сельского хозяйства и земельных реформ: Станислав Миколайчик (Польская народная партия)

В правительство вошли (по партиям):
- ПРП : 7 министров
- ППС : 6 министров
- ПКП Миколайчика : 3 (затем 4) министра
- ПНП : 3 министра
- Демократическая партия : 2 министра

Большинство портфелей — в том числе все силовые, были в руках левых партий марксистского толка (ПРП и ППС).
Власти в изгнании и Польские вооруженные силы на Западе не признали ВПНЕ. «Непримиримые» осудили деятельность Миколайчика.

## Последующие события
Коммунисты не собирались предоставлять оппозиции реальную власть или проводить обещанные свободные и справедливые выборы. Члены оппозиции, получившие государственные должности, контролировались их заместителями и персоналом, лояльными коммунистам, поэтому у них было мало реальной власти.
28 июня 1945 года ВПНЕ был признано Францией и Швецией, 5 июля — США и Великобританией. 6 июля США и Великобритания официально отказались от признания польского правительства в изгнании, на Потсдамской конференции в августе 1945 года участниками было заявлено, что его «больше не существует» .
Делегация ВПНЕ присутствовала на Потсдамской конференции в качестве полноправного представителя Польши, границы Польши, определенные «Большой тройкой», оказались неизменными. После формирования коалиционного правительства и объявления амнистии некоторые участники антикоммунистического подполья воспользовались амнистией или отказались от продолжения своей деятельности в подполье, некоторые подпольные организации были распущены.
16 августа в Москве было подписано советско-польское соглашение о границе, Польша официально согласилась уступить некоторые свои бывшие восточные территории Советскому Союзу и официально признала восточную границу на основе слегка изменённой линии Керзона.
16 октября делегаты ВПНЕ подписали Устав ООН, и Польша стала членом ООН.
Сталин прекрасно понимал, что если в Польше пройдут свободные выборы, это приведет к формированию антисоветского правительства, оголения коммуникаций, связывающих Советский Союз с оккупационными войсками в Советской зоне оккупации Германии и попытке пересмотра советско-польской границы. Ранее обещанные «свободные и справедливые выборы» были отложены до тех пор, пока коммунисты не убедились, что могут влиять на избирательный процесс и контролировать его. Тем временем они усилили репрессии против активистов легальной и подпольной оппозиции. По более поздним признаниям В. Гомулки, целью коммунистов было стать «гегемоном нации». 30 июня 1946 года был проведён референдум. Позднее его результаты были признаны сфальсифицированными, тогда же они показали поддержку правительства ВПНЕ в 68, 77 и 91 % по трём вопросам (за упразднение сената; за новую экономическую систему, введённую аграрной реформой и национализацией с сохранением законных прав частной инициативы; за закрепление новых границ по Балтийскому морю, Одеру и Лужицкой Нысе).
Две главные реформы, проведенные ВПНЕ: декрет о национализации и трёхлетний план (1947-49), оба принятые в 1946 году. Декрет о национализации предоставил правительству контроль над всеми предприятиями, на которых работало более 50 человек — таким образом, к концу года 90 % промышленности страны контролировалось государством. Также начала готовиться новая конституция страны, позже принятая в феврале 1947 года.

## Роспуск
Парламентские выборы в январе 1947 года были также несвободными. Новый парламент (Переходный сейм) заменил Крайову Раду Народову, сформировал новое правительство во главе с Юзефом Циранкевичем. 6 февраля 1947 года правительство ВПНЕ было распущено и передало свои полномочия новому правительству.